# Morgan Sanson
Morgan Sanson (Saint-Doulchard, 18 agosto 1994) è un calciatore francese, centrocampista del Nizza.

## Caratteristiche tecniche
Nasce come trequartista ma nel corso degli anni arretra il suo raggio d'azione giocando prevalentemente da regista, oppure all'occorrenza come ala su entrambe le fasce, inoltre possiede un'ottima visione di gioco e un ottimo tiro, molto bravo tecnicamente.

## Carriera

### Club

#### Le Mans e Montpellier
Cresce calcisticamente nelle giovanili del Le Mans per poi essere promosso in prima squadra nella stagione 2012-2013 e debuttare in prima squadra il 3 agosto 2012, in una partita di Ligue 2 contro il Digione.
Il 12 giugno 2013 viene acquistato dal Montpellier per 700 mila euro, dove ha esordito in Ligue 1 il 14 settembre seguente nella partita contro lo Stade Reims.

#### Olympique Marsiglia
Il 17 gennaio 2017 viene acquistato dai rivali dell'Olympique Marsiglia firmando un contratto di quattro anni e mezzo, per una cifra iniziale stimata in 9 milioni di euro, più 3 milioni di euro di bonus. Il 5 marzo seguente segna il primo gol con i marsigliesi nella vittoria esterna per 4-1 di Ligue 1 contro il Lorient.
Il 3 maggio 2018, gioca la semifinale di Europa League persa in trasferta contro il Salisburgo, conquistando, in virtù del risultato dell'andata, l'accesso in finale, poi persa contro l'Atlético Madrid.

#### Aston Villa
Il 26 gennaio 2021 viene acquistato a titolo definitivo dall'Aston Villa. Il 3 febbraio 2021 debuttare con i villains come sostituto nel finale della sconfitta per 3-1 contro il West Ham Utd. Dopo un buon inizio tra le file del club inglese, il 4 aprile 2021, subisce un grave infortunio al ginocchio, a causa del quale è costretto a concludere in anticipo la stagione con solo nove presenze.
Il 31 agosto 2021, tornato dall'infortunio, viene inserito nell'U21 dei lions con cui debutta EFL Trophy contro il Wycombe (vittoria 3-1). Il 22 settembre successivo, torna in campo con la prima squadra in un pareggio di EFL Cup contro il Chelsea, ma è stato costretto a lasciare il campo prima dell'intervallo a causa di risentimenti al ginocchio. Con l'arrivo di Steven Gerrard come allenatore dell'Aston Villa e il suo conseguente recupero dall'infortunio, torna a giocare per la prima volta in 8 mesi, il 26 dicembre 2021, in Premier League.
La stagione successiva, con l'arrivo in panchina dello spagnolo Unai Emery, trova sempre meno spazio. Tuttavia, l'8 gennaio 2023, trova la prima rete con il club, nella sconfitta per 2-1 contro lo Stevenage.

#### Strasburgo
Il 23 gennaio 2023, dato il poco spazio trovato in Inghilterra, torna a titolo temporaneo in Francia allo Strasburgo.

#### Nizza
Il 24 luglio, terminato il prestito allo Strasburgo, rimane in Francia passando al Nizza con la medesima formula. Il 15 maggio 2024 viene riscattato dal club rossonero, con cui firma un triennale.

### Nazionale
Tra il 2012 e il 2016 ha giocato con le nazionali giovanili francesi Under-19 ed Under-21.

## Statistiche

### Presenze e reti nei club
Statistiche aggiornate al 23 dicembre 2024.
| Stagione            | Squadra             | Campionato          | Campionato | Campionato | Coppe nazionali | Coppe nazionali | Coppe nazionali | Coppe continentali | Coppe continentali | Coppe continentali | Altre coppe | Altre coppe | Altre coppe | Totale | Totale |
| Stagione            | Squadra             | Comp                | Pres       | Reti       | Comp            | Pres            | Reti            | Comp               | Pres               | Reti               | Comp        | Pres        | Reti        | Pres   | Reti   |
| ------------------- | ------------------- | ------------------- | ---------- | ---------- | --------------- | --------------- | --------------- | ------------------ | ------------------ | ------------------ | ----------- | ----------- | ----------- | ------ | ------ |
| 2012-2013           | Le Mans             | L2                  | 27         | 3          | CF+CdL          | 1+1             | 0+0             | -                  | -                  | -                  | -           | -           | -           | 29     | 3      |
| 2013-2014           | Montpellier         | L1                  | 32         | 1          | CF+CdL          | 3+1             | 0+0             | -                  | -                  | -                  | -           | -           | -           | 36     | 1      |
| 2014-2015           | Montpellier         | L1                  | 32         | 6          | CF+CdL          | 1+1             | 0+0             | -                  | -                  | -                  | -           | -           | -           | 34     | 6      |
| 2015-2016           | Montpellier         | L1                  | 14         | 3          | CF+CdL          | 1+0             | 0+0             | -                  | -                  | -                  | -           | -           | -           | 15     | 3      |
| 2016-gen. 2017      | Montpellier         | L1                  | 20         | 3          | CF+CdL          | 0+1             | 0+0             | -                  | -                  | -                  | -           | -           | -           | 21     | 3      |
| Totale Montpellier  | Totale Montpellier  | Totale Montpellier  | 98         | 13         |                 | 8               | 0               |                    | -                  | -                  |             | -           | -           | 106    | 13     |
| gen.-giu. 2017      | O. Marsiglia        | L1                  | 17         | 1          | CF+CdL          | 1+0             | 0+0             | -                  | -                  | -                  | -           | -           | -           | 18     | 1      |
| 2017-2018           | O. Marsiglia        | L1                  | 33         | 9          | CF+CdL          | 2+1             | 1+0             | UEL                | 17                 | 2                  | -           | -           | -           | 53     | 12     |
| 2018-2019           | O. Marsiglia        | L1                  | 33         | 5          | CF+CdL          | 1+1             | 0+0             | UEL                | 2                  | 0                  | -           | -           | -           | 37     | 5      |
| 2019-2020           | O. Marsiglia        | L1                  | 27         | 5          | CF+CdL          | 2+1             | 0+0             | -                  | -                  | -                  | -           | -           | -           | 30     | 5      |
| 2020-gen. 2021      | O. Marsiglia        | L1                  | 12         | 2          | CF              | 0               | 0               | UCL                | 6                  | 0                  | SF          | 1           | 0           | 19     | 2      |
| Totale O. Marsiglia | Totale O. Marsiglia | Totale O. Marsiglia | 122        | 22         |                 | 9               | 1               |                    | 25                 | 2                  |             | 1           | 0           | 157    | 25     |
| gen.-giu. 2021      | Aston Villa         | PL                  | 9          | 0          | FACup+CdL       | 0+0             | 0+0             | -                  | -                  | -                  | -           | -           | -           | 9      | 0      |
| 2021-2022           | Aston Villa         | PL                  | 10         | 0          | FACup+CdL       | 0+1             | 0+0             | -                  | -                  | -                  | -           | -           | -           | 11     | 0      |
| 2022-gen. 2023      | Aston Villa         | PL                  | 2          | 0          | FACup+CdL       | 1+0             | 1+0             | -                  | -                  | -                  | -           | -           | -           | 3      | 1      |
| Totale Aston Villa  | Totale Aston Villa  | Totale Aston Villa  | 21         | 0          |                 | 2               | 1               |                    | 0                  | 0                  |             | 0           | 0           | 23     | 1      |
| gen.-giu. 2023      | Strasburgo          | L1                  | 18         | 1          | CF              | 0               | 0               | -                  | -                  | -                  | -           | -           | -           | 18     | 1      |
| 2023-2024           | Nizza               | L1                  | 29         | 2          | CF              | 3               | 2               | -                  | -                  | -                  | -           | -           | -           | 32     | 4      |
| 2024-2025           | Nizza               | L1                  | 4          | 3          | CF              | 0               | 0               | UEL                | 0                  | 0                  |             | -           | -           | 4      | 3      |
| Totale Nizza        | Totale Nizza        | Totale Nizza        | 33         | 5          |                 | 3               | 2               |                    | 0                  | 0                  |             | -           | -           | 36     | 7      |
| Totale carriera     | Totale carriera     | Totale carriera     | 319        | 44         |                 | 24              | 4               |                    | 25                 | 2                  |             | 1           | 0           | 369    | 50     |